# Чёрные сотни
Чёрные со́тни — форма административно-территориального деления в Российской империи.
Посад (ранее подол) в городах Руси делился на слободы и сотни. Образно, примерно соответствует нынешним пригородным районам и рабочим посёлкам в городской черте. Так, например, посады города Москвы, в первой половине XVIII века, делились на 33 чёрных сотни и слободы.

## История
Население чёрных сотен (чёрные люди, посадские люди) представляло собой наиболее значительную по количеству и наиболее производительную часть городского населения, торговцев и ремесленников.
Договор Дмитрия Донского с Владимиром Серпуховским (около 1389 года) устанавливал, что чёрные люди находились в ведении сотников (сотских), выбранных чёрной сотней. Параллельно с ними административные функции осуществляли старосты, как выборные представители сотен и слобод. Существенного различия между сотней или слободой в то время (XIV — XV веках) не замечается, в правовом отношении, только в размерном — слобода состояла из сотен. По мнению С. К. Богоявленского, «оба эти названия равнозначащи, но название „сотня“ применялось только к объединению непривилегированных, „чёрных“ людей».
Начало московских сотен и слобод восходит, по крайней мере, к первой половине XIV века. Позднейшие летописцы также приписывали основание московских слобод Ивану Даниловичу Калите. Сведений о московских сотнях более раннего периода не сохранилось.
В XVII веке, в годы царствования Михаила Фёдоровича, чёрные сотни пустели в результате непомерных налогов и податей. Видя такое положение дел и принимая во внимание ту перспективу, что вскоре может вовсе не остаться податного населения, царь принял решение запретить продажу и залог дворов и подворий, а также ослабить налоговый пресс. Тех же, кто ослушается воли государевой, было приказано «сыскивать и бить кнутом». Царь взял чёрные сотни под свой личный контроль, и о любых операциях с землёй и недвижимостью в чёрных сотнях приказал докладывать ему лично.

## Социальная мобильность
Несмотря на то, что население чёрных сотен составлял непривилегированный люд, при определённых условиях был возможен переход на более высокие социальные уровни. Более высокие разряды пополнялись переводом из низшего разряда в высший, также переводом зажиточных посадских людей из городов; так, по челобитью гостей и гостиной сотни торговых людей, сотни их пополнялись из московских чёрных сотен, из слобод и из городов лучшими людьми.